# لیدتک
لیدتک (انگلیسی: Leadtek) شرکت سخت‌افزار رایانه تایوانی است، که در سال ۱۹۸۶ تأسیس شد.